# Episodi di The L Word (prima stagione)
La prima stagione della serie televisiva The L Word, composta da tredici episodi, è stata trasmessa sul canale statunitense via cavo Showtime dal 18 gennaio all'11 aprile 2004.
In Italia, la stagione è andata in onda in prima visione sul canale satellitare Jimmy dal 14 ottobre 2004 al 6 gennaio 2005.
| nº | Titolo originale | Titolo italiano              | Prima TV USA     | Prima TV Italia  |
| -- | ---------------- | ---------------------------- | ---------------- | ---------------- |
| 1  | Pilot            | Pilota                       | 18 gennaio 2004  | 14 ottobre 2004  |
| 2  | Let's Do It      | Il donatore di sperma        | 25 gennaio 2004  | 21 ottobre 2004  |
| 3  | Longing          | Nostalgia                    | 1º febbraio 2004 | 28 ottobre 2004  |
| 4  | Lies, Lies, Lies | Bugie, bugie, bugie          | 8 febbraio 2004  | 4 novembre 2004  |
| 5  | Lawfully         | Secondo la legge             | 15 febbraio 2004 | 11 novembre 2004 |
| 6  | Losing It        | Perdita di controllo         | 22 febbraio 2004 | 18 novembre 2004 |
| 7  | L'Ennui          | Vittima d'amore              | 29 febbraio 2004 | 25 novembre 2004 |
| 8  | Listen Up        | In ascolto                   | 7 marzo 2004     | 2 dicembre 2004  |
| 9  | Luck, Next Time  | Il meglio deve ancora venire | 14 marzo 2004    | 9 dicembre 2004  |
| 10 | Liberally        | Doppia morale                | 21 marzo 2004    | 16 dicembre 2004 |
| 11 | Looking Back     | Coming out                   | 28 marzo 2004    | 23 dicembre 2004 |
| 12 | Locked Up        | Gattabuia                    | 4 aprile 2004    | 30 dicembre 2004 |
| 13 | Limb from Limb   | Provocazione                 | 11 aprile 2004   | 6 gennaio 2005   |

## Pilota
- Titolo Originale: Pilot
- Diretto da: Rose Troche
- Scritto da: Ilene Chaiken, Kathy Greenberg e Michele Abbott (soggetto); Ilene Chaiken (sceneggiatura)

### Trama
Jenny Schecter, una scrittrice freelance, si trasferisce in un quartiere nel North Hollywood dal ragazzo Tim Haspel, un allenatore di nuoto. Giunti a casa, Tim fa vedere a Jenny come ha trasformato il garage in uno spazio dove lei possa mettersi a scrivere, e sarà proprio lì, al confine con la casa delle vicine, che Jenny noterà due donne avere rapporti nella piscina in giardino, scambiandole erroneamente per le proprietarie di casa Bette e Tina. Il giorno seguente Tim presenta a Jenny le reali vicine, Bette Porter, una donna con origini afroamericane che lavora come gallerista in un museo di arte moderna, e Tina Kennard, che ha attualmente lasciato il suo lavoro per concentrarsi sulla famiglia che vuole costruire con la sua compagna. La coppia di ragazze sta cercando di avere un bambino, ma ha scoperto che il donatore prestabilito non potrà aiutarle per cause mediche, questo le porterà in una ricerca estenuante per il donatore perfetto. Dopo aver trovato lavoro in un supermarket, Jenny passeggiando giunge al Planet, dove riconosce le vicine in compagnia di alcune amiche, Dana Fairbanks, una nota tennista non dichiarata; Shane McCutcheon, una parrucchiera che ha rapporti sempre con donne diverse di Los Angeles; Alice Pieszecki, una giornalista bisessuale; e Marina Ferrer proprietaria del Planet, luogo d’incontro preferito del gruppo e della comunità LGBT del posto. Lì al tavolo le ragazze ideano di fare una festa a casa di Bette e Tina, invitando gli uomini che a parer loro potrebbero essere validi come donatori, facilitando così la ricerca alle ragazze. Anche Jenny e Tim vengono invitati e nell’arco della serata si dividono, è così che Jenny approfondisce la sua conoscenza con Marina, la loro affinità è palese e le due finiscono per baciarsi in un bagno, è per questo che Jenny scappa, portando Tim via con sé. Alla festa nel mentre giunge Kit Porter, sorella maggiore di Bette, ex alcolista e cantante amata, le sorelle cercano di chiarirsi, ma è palese che nonostante il grande affetto siano troppo diverse, Bette legata alla ragione, mentre Kit un’anima ribelle. La festa si conclude comunque con un nulla di fatto, tra tutti gli uomini nessuno sembra essere il giusto donatore, le ragazze sono scoraggiate e Tina invita quindi Bette a seguirla in alcune sedute di coppia da un terapista. Jenny intanto riprova ad avvicinarsi a Marina, prima per dirle che lei non è gay, poi per provare a continuare normalmente la loro amicizia. Tim chiede dunque a Jenny di sposarlo e lei accetta. Bette trova finalmente il donatore perfetto e programma con Tina un appuntamento affinché quest’ultima lo accompagni a congelare lo sperma in una banca del seme, ma quando Marcus, il donatore si presenta, Tina impallidisce, il donatore è afroamericano e questa ipotesi se pur discussa, non era più stata vagliata con Bette. Tina accompagna perciò Marcus alla banca, ma poi litiga pesantemente con Bette, anche davanti al terapista, che dice alle due donne, che forse non sono pronte ad essere genitori. Jenny è a una delle sue serate sui libri con Marina, quando alla fine le due cedono e finiscono a letto insieme, Jenny non può più negare a sé stessa che qualcosa è cambiato.

## Il donatore di sperma
- Titolo Originale: Let's do it![1]
- Diretto da: Rose Troche
- Scritto da: Susan Miller

### Trama
Alice presenta al suo capo un progetto che porta avanti da un po’, una mappa di nomi collegati tra loro che rappresentano i vari rapporti sessuali avvenuti tra le ragazze lesbiche, lui però non è entusiasta e richiede quindi un articolo sul lifting della vagina. Alla clinica la reporter incontra una vecchia fiamma, Gabby, la quale in passato le ha spezzato il cuore.
Dana, nel frattempo, dopo un allenamento al country club, conosce Lara Perkins, la sue chef del posto, ma non riesce a capire l’orientamento sessuale della stessa, e quindi se i riguardi della ragazza siano semplici gentilezze o un tentativo di flirt, decide quindi di chiedere aiuto alle amiche Shane e Alice.
Shane intanto viene stalkerata da Lexi, una delle tante ragazze ammaliate e abbandonate nella sua vita. Alice avvisa le amiche di aver messo la sua piattaforma online ed è lì che cercano Lara senza successo, decidono quindi tutte e tre di presentarsi a casa di Bette e Tina e chiedere loro consiglio per aiutare Dana a capire se Lara sia gay, queste ultime accolgono le amiche in casa subito dopo aver usato finalmente lo sperma di Marcus per un’inseminazione.
Le amiche si presentano il giorno seguente tutte al country club, ma dopo vari tentativi, arrivano alla conclusione che Lara sia probabilmente etero.
Jenny intanto continua ad evitare Marina, ma a sua insaputa, Tim la invita ad una cena a casa sua insieme a Bette, Tina e una coppia di amici. Durante la cena, Tim fa il grande annuncio e chiede a Jenny di mostrare il suo anello, quando dopo la cena Marina affronta Jenny, quest’ultima piange e Bette, entrata nella stessa loro stanza, capisce che tra le due sta accadendo qualcosa e che Tim ne è all’oscuro, schifata decide quindi di lasciare la cena con Tina. A casa delle due ragazze, ad aspettarle, c’è la sorella di Bette, Kit, che ha bisogno di chiedere perdono alla sorella per le cose che le ha fatto e per averla abbandonata, Bette però si chiude in camera e la ignora.
Dana riesce a conquistare quelli della Subaru come sponsor e negli spogliatogli riferisce la notizia a Lara che la bacia.
Shane e Alice sono ad una serata al Planet, ma nonostante Shane non sia d’accordo, Alice torna da Gabby, e quando anche lei inizia ad approcciarsi ad una nuova ragazza, Lexy ruba il microfono e avvisa tutte le ragazze presenti di stare lontane da Shane, poiché spezzerà loro il cuore.